# Malmesbury (Südafrika)
Malmesbury ist eine Stadt in der südafrikanischen Provinz Westkap. Sie ist Verwaltungssitz der Lokalgemeinde Swartland im Distrikt West Coast.

## Geographie
Im Jahr 2011 lebten in Malmesbury 10.299 Einwohner; zusammen mit den unmittelbar benachbarten Siedlungen, insbesondere Ilinge Lethu und Wesbank, hat es 35.897 Einwohner. Malmesbury ist Hauptort der Region Swartland und liegt rund 70 Kilometer nördlich von Kapstadt.

## Geschichte
1703 wurden erste Farmen am heutigen Ort im Tal des Diep River eingerichtet; 1743 wurde der Ort gegründet. Die fünfte niederländisch-reformierte Gemeinde in der Geschichte Südafrikas entstand in Malmesbury. Der damalige Ort Zwartlands Kerk wurde 1829 zu Ehren James Harris’, 1. Earl of Malmesbury in Malmesbury umbenannt. Der Graf war der Schwiegervater des damaligen Gouverneurs der Kapkolonie, Sir Lowry Coles. 1860 erhielt Malmesbury Gemeindestatus.
Am 29. September 1972 ereignete sich bei Malmesbury ein schwerer Eisenbahnunfall, als ein Personenzug mit neun Wagen entgleiste. Etwa 100 Menschen starben.

## Wirtschaft und Verkehr
Malmesbury ist agrarisch geprägt, vor allem durch Getreideanbau, Weinbau sowie Schaf- und Geflügelzucht. Die National Route 7 führt in Nord-Süd-Richtung unmittelbar an Malmesbury vorbei und verbindet Moorreesburg im Norden mit Kapstadt im Süden, die R45 führt nordwestwärts Richtung Saldanha und südostwärts nach Paarl, während die R46 nach Ceres im Osten führt. Die R315 schließlich verbindet Malmesbury mit den westlich gelegenen Orten im Küstenbereich, etwa Darling.
Malmesbury hat einen Kopfbahnhof an der Bahnstrecke (Kapstadt–)Kraaifontein–Bitterfontein, die im Güterverkehr bedient wird.
In der Stadt steht das Gefängnis Malmesbury Correctional Centre.

## Sonstiges
Die Malmesbury-Gruppe ist die älteste Gesteinsformation des Gebietes. Sie stammt aus dem späten Präkambrium und besteht aus Grauwacke und Schiefer.